# 李詠珊
李詠珊（英語：Li Wing-shan，1990年—），香港民主派人士，曾任記者，前香港觀塘區議會牛頭角下邨選區議員。

## 個人簡歷
李詠珊出身小康之家，於觀塘區長大，兒時志願是修讀新聞系，憑香港中學會考成績順利升讀預科課程，2009年中七畢業並於香港高級程度會考獲得合格成績，符合大學課程的入學要求，惟未能成功入讀新聞系，其後於香港浸會大學國際學院修讀新聞學副學士課程，2011年升讀香港浸會大學「傳理學社會科學學士（榮譽）學位」（主修中文新聞），畢業後曾在《蘋果日報》擔任實習記者及於《壹周刊》任職投訴版記者，其後在《明報》任職港聞記者，2018年於香港報業公會舉辦的「最佳新聞獎頒獎禮」獲得「最佳新聞寫作（中文）」冠軍。李詠珊在任職記者期間，發現部份基層市民不知道自己有能力去發聲爭取權益，使她反思自由與人權的意義，並驅使她修讀人權法，2019年修畢香港大學法律系人權法碩士後，曾於人權機構工作。

## 從政歷程
李詠珊的政治啟蒙來自其父親每天訂閱報章，在任職記者期間，曾於「讓愛與和平佔領中環」政治運動負責前線採訪工作，在催淚彈下訪問一名中學女生，使她留下深刻印象，其後於2019年反對逃犯條例修訂草案佔領行動中再次遇上催淚彈，她對於走在前線的未成年示威者感到心痛，覺得自己應該要站得更前，並產生了為民主派候選人助選的念頭，與此同時，其母親於「譴責鎮壓，撤回惡法」大遊行中看見「血債票償」四字，繼而開始了解香港區議會選舉狀況，發現所屬的觀塘區有甚多選區沒有民主派人士參選。李詠珊認為香港處於關鍵時刻，不希望社會被一種聲音壟斷，於是在母親的鼓勵下決定參與2019年香港區議會選舉，她表示起初只是為了阻止親中派人士自動當選，其後發現居民十分關心社區發生的事，卻沒有途徑讓了解及參與，促使她立定決心為居民爭取權益，期望能夠運用自己的知識為社區注入一些新元素。

## 參與選舉
下表列出李詠珊歷年來參與區議會選舉的結果：
| 政党   | 政党           | 候选人    | 票数  | %     | ±      |
| ------ | -------------- | --------- | ----- | ----- | ------ |
|        | 民建聯         | ①. 張姚彬 | 3,704 | 48.32 | -6.91  |
|        | 民主派區選聯盟 | ②. 李詠珊 | 3,962 | 51.68 | 不適用 |
| 多数票 | 多数票         | 多数票    | 258   | 3.37  | 不適用 |

## 外部連結
- 觀塘區議會李詠珊議員資料（页面存档备份，存于）
- 李詠珊的Facebook專頁

| 議會席位                   | 議會席位                                           | 議會席位    |
| -------------------------- | -------------------------------------------------- | ----------- |
| 前任： · 張姚彬（ 民建聯） | 觀塘區議會牛頭角下邨選區 2020年1月1日-2021年7月8日 | 繼任： 懸空 |